# Immortal (álbum de For Today)
Immortal é o quarto álbum de estúdio da banda de Metalcore For Today, lançado em 29 de maio de 2012.

## Faixas
1. "The King" - 1:29
2. "Fearless" - 3:46
3. "Stand Defiant" - 3:44
4. "Immortal" - 3:54
5. "The Call" - 1:37
6. "Fundation" - 3:47
7. "Open Eyes" - 4:06
8. "Under God" - 3:51 (com Tommy Green do Sleeping Giant)
9. "Set Apart" - 3:36 (com Jake Luhrs do August Burns Red)
10. "The Only Name" - 3:50 (com Sonny Sandoval do P.O.D.)
11. "My Confession" - 3:41

## Créditos
- Mattie Montgomery - Vocal
- David Puckett - Bateria
- Ryan Leitru - Guitarra Solo, Vocal limpo
- Brandon Leitru - Baixo
- Mike Reynolds - Guitarra Rítmica